# Freddy Heineken

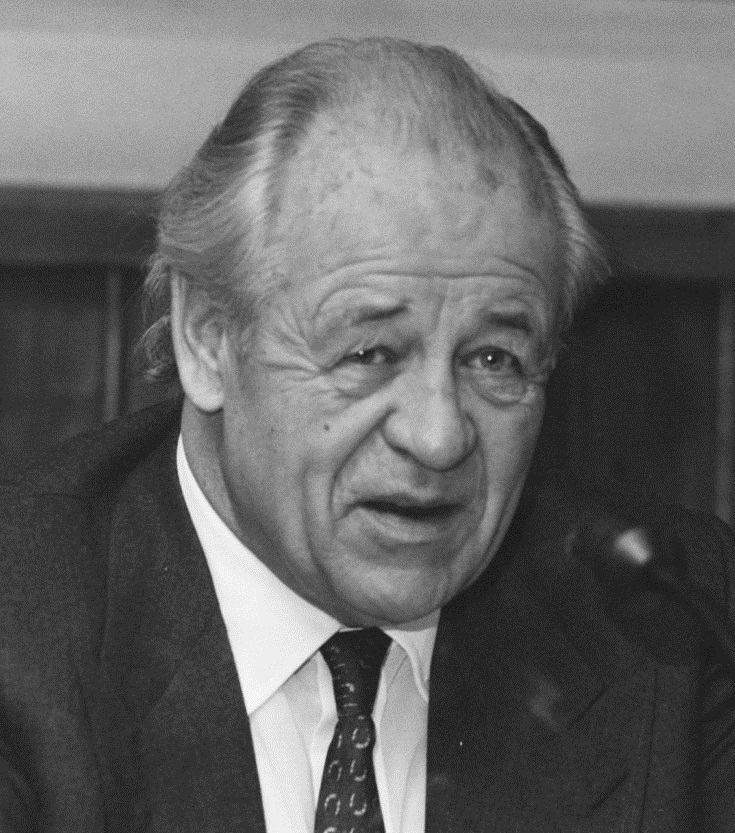
Freddy Heineken w roku 1987

Alfred Henry (Freddy) Heineken (ur. 4 listopada 1923 w Amsterdamie, zm. 3 stycznia 2002 w Noordwijk) – holenderski przedsiębiorca, prezes zarządu holenderskiej firmy piwowarskiej Heineken w latach 1971–1989.

## Biografia

### Wczesne lata
Heineken urodził się 4 listopada 1923 roku w Amsterdamie w Niderlandach. Był wnukiem Gerarda Adriana Heinekena, fundatora browaru Heineken. Rozpoczął pracę w firmie Heineken - która wówczas nie była już w posiadaniu rodziny - 1 lipca 1941 roku i kilka lat później wykupił pakiet akcji, by zapewnić ponownie rodzinie kontrolę nad firmą. Utworzył Heineken Holding, który był właścicielem 50,005% akcji Heineken International; osobiście był właścicielem większościowego pakietu akcji w Heineken Holding. Do czasu swej rezygnacji z funkcji prezesa zarządu w 1989 roku przekształcił firmę Heineken z marki znanej głównie w Niderlandach w markę rozpoznawaną na całym świecie.

### Porwanie
Freddy Heineken i jego kierowca Ab Doderer, zostali porwani w 1983 roku i uwolnieni po wypłaceniu okupu 35 milionów guldenów holenderskich. (ok.16 milionów Euro). Porywacze Cor van Hout, Willem Holleeder, Jan Boelaard, Frans Meljer i Martin Erkamps, zostali ostatecznie schwytani i odsiedzieli wyroki więzienia. Przed tym, kiedy byli poddani ekstradycji, Van Hout i Holleeder przebywali ponad trzy lata we Francji, najpierw w więzieniu, następnie oczekując na zmianę traktatu o ekstradycji, w domowym areszcie i ostatecznie ponownie w więzieniu. Meljer uciekł i przebywał w Paragwaju przez lata, zanim został wytropiony przez Petera R. de Vries i tam uwięziony. W 2003 roku Meljer przestał opierać się ekstradycji do Niderlandów i został przeniesiony do holenderskiego więzienia, by odbyć pozostałą część kary.
W 2013 roku powstał film Kidnapping Mr. Heineken, oparty na tym zdarzeniu.

### Życie osobiste
Heineken poślubił Lucille Cummins, Amerykankę z Kentucky z rodziny  producentów whiskey burbona. Heineken zmarł nagle na zapalenie płuc 3 stycznia 2002 w wieku siedemdziesięciu ośmiu lat w swym domu w Noordwijk. Biznesmen zmarł około 6 po południu w obecności najbliższej rodziny, w tym swej córki Charlene de Carvalho-Heineken. Heineken walczył  w ostatnich latach z pogarszającym się zdrowiem, w 1999 roku przeszedł łagodny udar, ale wyzdrowiał. Krótko przed śmiercią złamał rękę po upadku. Heineken został pochowany na Cmentarzu Głównym w Noordwijk. Córka Heinekena, Charlene de Carvalho-Heineken, odziedziczyła fortunę. Heineken był członkiem Partii Ludowej na Rzecz Wolności i Demokracji.                                                 